# Roman historique
 (mai 2018).
 (mars 2025).

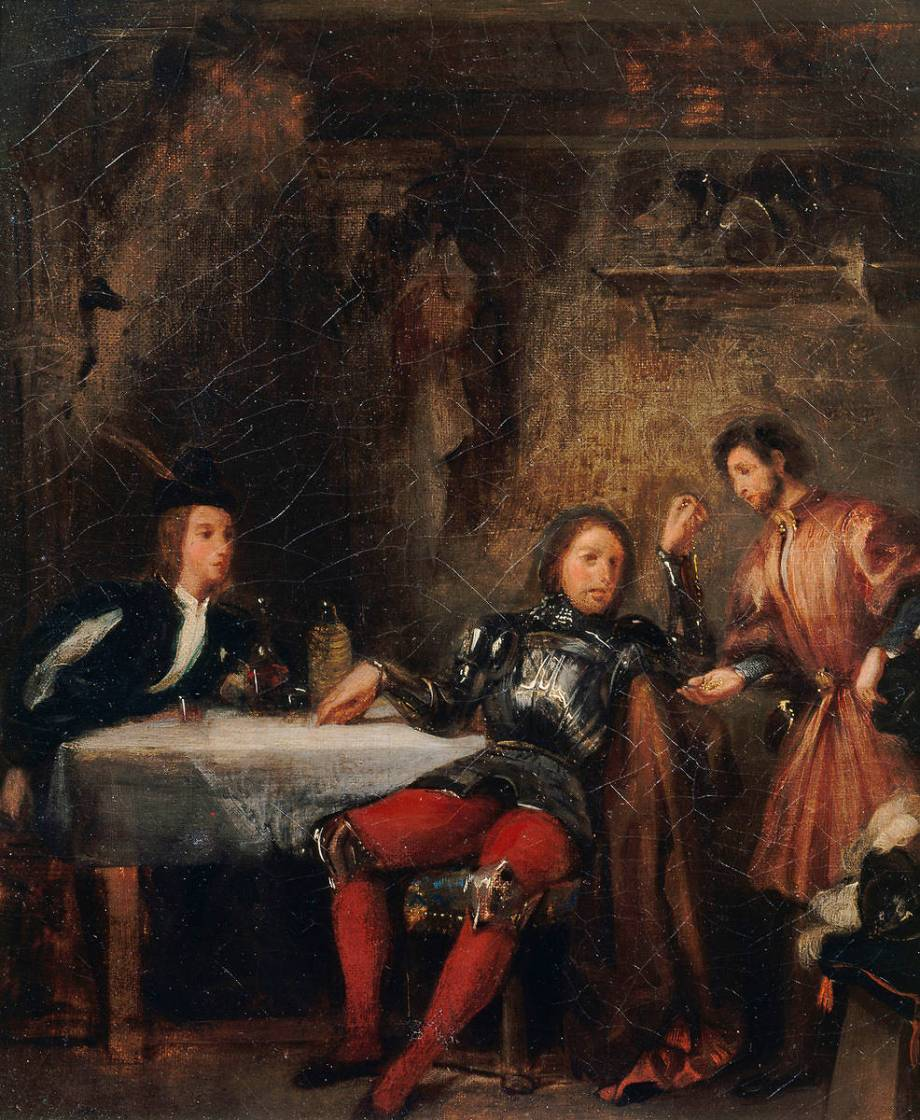
Quentin Durward et le Balafré, musée des Beaux-Arts de Caen, vers 1828-1829.
Esquisse d'Eugène Delacroix inspirée par une péripétie du roman Quentin Durward de Walter Scott.

Un roman historique est une des formes variées du roman. Œuvre de fiction historique, elle prend pour toile de fond un épisode (parfois majeur) de l'Histoire, auquel elle mêle généralement des événements et des personnages réels et fictifs. Apparu à la fin du XVIIe siècle, avec comme principaux auteurs Madame de La Fayette et César Vichard de Saint-Réal, le roman historique est enraciné dans une réalité historique reconstruite avec plus ou moins de fidélité.
En 1898, Le Roman historique à l'époque romantique de Louis Maigron est la première étude portant sur ce genre littéraire. Il souligne l'apport décisif des romans historiques de Walter Scott dans l'élaboration du roman moderne.

## La Préhistoire
Dans un souci permanent d'explorer le lointain, l'Américaine Jean M. Auel fait paraître en 2011 le dernier tome de sa saga préhistorique Les Enfants de la Terre commencée en 1980, au succès phénoménal.

## L'exemple du roman antique ou à l'antique

### Les pères fondateurs
Si le roman antique désigne souvent les œuvres romanesques effectivement écrites dans l'Antiquité : le Satyricon écrit au Ier siècle et attribué à Pétrone, courtisan de Néron, et L'Âne d'or d'Apulée (également citoyen de l'Empire romain), écrit au IIe siècle, en sont des exemples représentatifs parmi les romans antiques célèbres les mieux conservés. Le roman à l'antique désigne, quant à lui, une variété spécifique du roman historique. Il s'est épanoui après l'engouement pour le roman historique, originellement médiéval, promu au XIXe siècle par le romancier écossais Walter Scott.
Ceux appartenant à l'époque du Moyen Âge sont des adaptations libres de textes latins. Par exemple, le Roman d'Alexandre d'Albéric de Pisançon vers 1110, remanié notamment par Alexandre de Paris après 1180, en vers dodécasyllabiques (à douze syllabes) également nommés alexandrins, raconte des exploits légendaires d'Alexandre le Grand. En ce qui concerne les épopées, La Franciade (1572) instaure un lien généalogique entre Troie et la royauté franque. De même L'Astrée d'Honoré d'Urfé (1607) évoque une quête d'identité nationale. Madeleine de Scudéry publie de 1654 à 1660 les dix volumes de Clélie, histoire romaine, qui met en scène Clélie, héroïne semi-légendaire des tout premiers temps de la République romaine, au VIe siècle av. J.-C. Cependant, il ne faut pas chercher de vraisemblance historique de Clélie ; le roman se veut le reflet de l’actualité de son temps. En 1809, Les Martyrs de Chateaubriand se déroule dans l'Antiquité romaine tout en traitant des débuts du christianisme. Par ailleurs, il peut être considéré comme le père du roman historique moderne en France.
Après une éclipse, le romantique roman antique refait surface chez des esthètes maniaques du style et du détail historique Les Derniers Jours de Pompéi (1834) du Britannique Edward Bulwer-Lytton (occultiste et auteur de science-fiction) décrit Pompéi, une ville décadente livrée à ses démons. Son compatriote Charles Kingsley contribue en 1853, avec son roman Hypatia, à faire connaître en Europe Hypatie, philosophe néoplatonicienne mathématicienne d'Alexandrie. Par la suite, d'autres romans historiques lui seront dédiés. En France, Théophile Gautier le chantre de « l'art pour l'art » et également auteur de nouvelles se lance dans le roman antique. En 1838, Une nuit de Cléopâtre raconte l'histoire d'un amour entre Cléopâtre et Meïamoun. En 1852, dans Arria Marcella, un touriste anglais ressuscite la beauté de Pompéi ainsi que le conflit entre une belle païenne et son père. Enfin en 1858, Le Roman de la momie met en scène Ramsès et Moïse dans une Thèbes idyllique où Pharaon et Lord Evandale sont amoureux de la princesse Tahoser. En 1862, Salammbô de Gustave Flaubert oppose la puissante Carthage à des Barbares. L'auteur récoltera des critiques catastrophiques, le genre a semble-t-il lassé par ses excès. Ces deux derniers romans souscrivent avant tout à l'exercice du style descriptif, mêlant intimement prose et poésie, atteignant à une nouvelle forme de préciosité. En 1839, Alexandre Dumas se consacre dans Acté à l'histoire de la Grèce. L'héroïne, esclave et favorite du tyran Néron décide de lui rester fidèle après sa mort.
De 1849 à 1857, Eugène Sue, très engagé et habitué du roman historique, trace la lutte des opprimés dans Les Mystères du peuple, ou Histoire d'une famille de prolétaires à travers les âges. La bataille du peuple contre ses oppresseurs débute dans un premier volume intitulé La Faucille d'or. Eugène Sue y raconte la conquête des Celtes par les Romains. Cette saga monumentale, largement méconnue encore, dont les péripéties s'achèvent en 1851 avec l'échec de la Seconde République, sera censurée par le Second Empire.
Peut-on dire pour autant que Fabiola (1854) du cardinal Wiseman et Ben-Hur (1880) du général américain Lew Wallace, héros de la guerre de Sécession, relèvent du brûlot idéologique... Comme Quo vadis ? du Polonais Henryk Sienkiewicz (1896), ils exposent chacun, à travers les débuts du Christianisme et le choc des cultures et des classes, une conception (politique, religieuse, nationaliste...) du monde et de l'histoire conditionnée par son auteur. Les trois prouvent dans le même temps que le romantisme n'est pas mort car  le prince juif fictif Judah Ben-Hur (en) (ainsi que le gladiateur esclave thrace Spartacus) est un héros romantique typique, faillible et tourmenté, et l'amour compliqué par la différence de religion est l'argument principal des deux autres romans. Quo vadis ? (expression latine qui signifie « où vas-tu ? » et empruntée à une parole des évangiles) vaudra à son auteur le prix Nobel de littérature. Le professeur d'histoire hambourgeois Felix Dahn (1834-1912) remporte un triomphe comparable avec Ein Kampf um Rom (de) (Un combat pour Rome), publié en 1876 et situé à l'époque de Byzance et des Goths : les sept livres de la saga, non traduite en français et pourtant rivale de l'œuvre de Karl May outre-Rhin, portent les noms de sept rois goths.
Le Français Jean Lombard, prolétaire, syndicaliste et « anarchisant » - et néanmoins esthète -, ne connaîtra pas un destin similaire. Il publie en 1888 L'Agonie sur le règne d'Héliogabale - préfacé par Octave Mirbeau lors de sa réédition en 1901 - et en 1890 Byzance qui se déroule au VIIIe siècle - préfacé par Paul Margueritte en 1901.

### Un écho du présent?
Une seconde éclipse semble marquer le genre au début du XXe siècle même si l'Antiquité demeure une référence obligée en art et dans l'ensemble de la culture occidentale (la mode selon Sonia Delaunay s'inspire de l'Égypte ancienne).
Durant la Belle Époque où Paris semble la capitale de la Grèce antique selon Frédéric Martinez, Prosper Castanier reprend le flambeau du « roman antique » : après La Vierge de Babylone (1898), il publie La Courtisane de Memphis (1900), L'Orgie romaine et La Fille de Crésus (1901), voire Le Lotus du Gange (1903) qui s'essaie à la biographie du fondateur du bouddhisme. Mais le genre a vécu ses plus belles heures ainsi que l'atteste un article de Martinez - Faux comme l'antique ou les ambiguïtés du néoclassicisme, 2008 - qui comporte le sous-titre « de Gustave Flaubert à Prosper Castanier : grandeur et décadence du roman antique » ; la fiction antique serait devenue (mais ce n'est pas nouveau, tant s'en faut) le refuge d'esthètes « navrés par le monde moderne » et a désormais aussi mauvaise presse que la peinture académique façon Gérôme, Cabanel ou Alma Tadema... Dans cet océan d'hommes, Berthe Jeanne Corinne Le Barillier (1868-1927) fait figure d'exception mais publie tout de même sous un pseudonyme masculin (Jean Bertheroy) Cléopâtre en 1891, Les Vierges de Syracuse en 1902 et La Danseuse de Pompéi en 1905. Ces romans sont pareillement tombés dans l'oubli. Gradiva de Wilhelm Jensen (1903) ne doit son salut qu'à la première étude psychanalytique consacrée à un texte littéraire : Le délire et les rêves dans la « Gradiva » de W. Jensen (1907) rédigée par Freud en personne. Freud justement cite Ayesha, héroïne fantastique de Henry Rider Haggard, dans L'Interprétation des rêves : l'écrivain britannique raconte l'origine de celle-ci et (notamment) ses démêlés avec Nectanébo, pharaon d'Égypte, et Artaxerxès, l'empereur perse, dans La Fille de la Sagesse (en) (1923), qui fait suite à Elle / She (1887) et au Retour d'Elle (en) (1905). Edgar Rice Burroughs, auteur américain créateur de Tarzan, a également écrit I Am a Barbarian (en) (écrit en 1941), mémoires d'un esclave au service de l'empereur romain Caligula du Ier siècle.
Il faut attendre les difficiles années 1930 pour voir ressusciter le roman à l'antique. Encore Moi, Claude du Britannique Robert Graves (1934), sur l'empereur romain Claude, semble-t-il (comme les Mémoires d'Agrippine de Pierre Grimal sur Agrippine la Jeune) le résultat des recherches d'un grand latiniste appliqué au roman ou son délassement, davantage que le reflet des préoccupations d'un homme de l'époque moderne. Il souligne l'ambiguïté fondamentale de la fiction historique, qui se creuse à mesure que l'on s'éloigne dans le temps et l'espace. Reprenant les intrigues classiques de la première famille impériale romaine, les Julio-Claudiens (racontées dès l'Antiquité par Tacite et Suétone), Graves laisse le lecteur libre de s'évader dans un autre monde ou de transposer le passé dans le présent. L'Égyptien Naguib Mahfouz quant à lui a mis toute sa jeune poésie au service du conte pharaonique La Malédiction de Râ (1939) qui se déroule sous le règne de Khéops. Et que dire du grand Thomas Mann qui s'attelle aux quatre tomes de Joseph et ses frères, sur l'histoire des personnages bibliques Jacob et de Joseph, de 1933 à 1943...
Certains ouvrages sont plus explicites que d'autres. Ainsi le Spartacus d'Arthur Koestler (1938) est à comparer avec le Spartacus de Howard Fast (1951). Ainsi les héros de Sinouhé l'Égyptien du Finlandais Mika Waltari (1945), également auteur de L'Étrusque - roman initiatique dans le bassin méditerranéen, 1955 - et Les Amants de Byzance) et Barabbas du Suédois Pär Lagerkvist (1950), également auteur de La Sibylle (sv) qui se déroule au Ier siècle) sont-ils, contemporains d'un Pharaon ou de Jésus, avec leur savoir ou leur ignorance, confrontés à des problèmes ordinaires, « omnitemporels », leur destin extraordinaire conditionnant la fiction. L'Américain Thornton Wilder retrace la mort de Jules César, thème classique, dans Les Ides de Mars en 1948. À l'opposé l'un de l'autre semble-t-il, Aux confins de l'œcumène du Soviétique Ivan Efremov (1949) et les Mémoires d'Hadrien de Marguerite Yourcenar (1951) ont en commun une quête de vérité. En effet, Efrémov construit, à travers le récit d'une révolte d'esclaves en Égypte mille ans avant Jésus-Christ, un hymne à la liberté et à l'égalité des peuples. De son côté, Yourcenar, à travers les intimes pensées philosophiques et amoureuses de l'empereur romain Hadrien, rappelle la méticulosité d'un Flaubert dans la reconstitution psychologique. En 1954, Richard Llewellyn publie Les Derniers Jours d'Herculanum (ou Le sort en est jeté, The Flame of Hercules en anglais), sur la ville romaine d'Herculanum détruite par l'éruption du Vésuve en l'an 79 apr. J.-C., bien moins célèbre cependant que son chef-d'œuvre Qu'elle était verte ma vallée.

### L'éclectisme de l'ère contemporaine
L'Affaire Caïus de l'Allemand Henry Winterfeld (1953), énigme policière dans la Rome antique, est un classique de la littérature destinée à un jeune public. Exotisme et familiarité rythment l'enquête d'un groupe d'écoliers dans la capitale impériale et païenne. Dans le même registre, Jean Séverin (qui s'intéressera ensuite à Vercingétorix, Vauban et Lady Hamilton (maîtresse du lord-amiral Nelson)) emmène ses lecteurs sous Le Soleil d'Olympie (1967) en pleins jeux où rivalisent Athéniens et Spartiates, que la trêve a interrompus dans leur guerre. Dans la veine "fantasy", le prestigieux académicien Maurice Druon publie en deux tomes (1963 et 1967) les Mémoires de Zeus, quelques années après un autre roman mythologique sur Alexandre le Grand (1958) - romans bien moins célèbres cependant que Les Rois maudits.
Le roman à l'antique connaît un nouvel avatar sous la plume d'Andrée Chedid avec Néfertiti et le Rêve d'Akhnaton : Les Mémoires d'un scribe (1974), à l'époque de la reine d'Égypte Néfertiti et son mari le pharaon Akhenaton. Trois ans plus tard, La Dame du Nil, premier roman de Pauline Gedge (sur la pharaonne Hatchepsout et son frère exilé en Crète), remporte un grand succès. Dans la foulée sort Moi Zénobie, reine de Palmyre de Bernard Simiot (1978), autre hommage à Septimia Bathzabbai Zénobie, une femme qui a marqué l'histoire ancienne - aspect plutôt délaissé jusqu'ici. Par la suite, Imhotep de Pierre Montlaur (1985) brode sur les amours d'Imhotep, savant et premier ministre divinisé du pharaon Djéser. Le roman à l'antique est associé au roman sentimental dont le style a tendance (mais c'est une tendance générale) à s'appauvrir au lieu de s'épurer. Le genre paraît attirer moins les auteurs qui récoltent les lauriers de la critique - il y a des exceptions mais sont-elles justifiées...
Le Maître des steppes (1981) est le second livre de Daniel Kircher, qui marque le genre avec La Colère des dieux, qui se passe 1 500 ans avant Jésus-Christ en Crète, et Retour à Carthage - parmi d'autres. Néropolis (1984) constitue une splendide incursion de Hubert Monteilhet, auteur de policiers surtout, dans un roman à l'antique moderne et audacieux, qui revisite en quelque sorte Quo vadis ? en gommant son aspect saint-sulpicien, plus proche de Suétone que de Tacite. Le Royaume des Mécréants (en) (1985) du Britannique Anthony Burgess, écrivain important (et prolifique) du XXe siècle, adopte un ton identique, iconoclaste et insolent ; comme les deux autres volets de sa trilogie, le long poème narratif Moses (en) (1976 
sur Moïse) et le roman Man of Nazareth (en) (1979, sur Jésus-Christ), The Kingdom of the Wicked anticipait (voire préparait) un scénario, ici celui de la série A.D./Anno Domini. Dans les cas d'adaptations à l'écran, comme pour ce dernier, le roman est expurgé. Seule l'émergence de chaînes indépendantes et payantes (HBO en tête) pourrait permettre des adaptations fidèles mais l'expérience de la série Rome (trop chère) barre la voie. Dans la même veine réaliste, mais avec moins d'ampleur, Françoise Xenakis s'attaque à la plus célèbre reine d'Égypte avec Mouche-toi Cléopâtre (1986). L'éternité ne concerne pas seulement une poignée de figures illustres mais également d'illustres anonymes : Les Murailles de feu de Steven Pressfield (1998), salué par le New York Times, décrit autant son contexte que la bataille des Thermopyles et l'auteur, né à l'île antillaise Trinité, est devenu citoyen d'honneur de la ville de Sparte.
Plus récemment l'Australienne Colleen McCullough s'est lancée dans la fresque monumentale Masters of Rome (depuis 1991) qui comprend sept volumes à ce jour (dix en français), reprenant les turpitudes de la dynastie julio-claudienne. Et que dire de Christian Jacq dont « l'œuvre égyptienne » semble couvrir toute l'histoire des pharaons et de leurs dieux... L'Américaine Anne Rice, grand écrivaine fantastique, a aussi, par le biais de ses vampires, dans ses Chroniques des vampires (1976 – 2018), visité les civilisations antiques. L'auteur de science-fiction Robert Silverberg a revisité dans Gilgamesh, roi d'Ourouk (1984) l'illustre épopée sumérienne de Gilgamesh sous la forme des mémoires imaginaires du héros... En 2012, la poétesse et chanteuse Brigitte Fontaine s'essaie à son tour, à sa manière inimitable, au roman mythologique avec Les Charmeurs de pierres (2012), fantaisie celtique et féerique. Pour ce qui regarde l'antiquité tardive et orientale, deux exemples : Michel de Grèce confesse l'impératrice Théodora de Byzance dans Le Palais des larmes (1988), et lorsqu'un Néerlandais, Robert van Gulik, se passionne pour la Chine, cela donne seize récits policiers débrouillés par le juge Ti au VIIe siècle, commencée en 1949 et poursuivie par d'autres auteurs – ici, Antiquité et Moyen Âge fluctuent...
Le roman à l'antique appartient plus souvent aujourd'hui au roman d'aventures (sentimentales aussi) et se montre moins proche de l'expérimentation et de la recherche esthétique d'une période qui semble révolue. La voie de l'engagement reste libre. La part de rigueur historique et de fantaisie reste à fixer. À quand un roman antique écrit par Umberto Eco ou Bret Easton Ellis ? Exception dans ce concert commercial : Michel Tournier donne en 1980 Gaspard, Melchior et Balthazar, son quatrième roman, libre développement d'un - bref - épisode du Nouveau Testament, qui emmène le lecteur du Soudan à l'Inde, de l'Iran à Palmyre en passant par la Grèce et la Judée naturellement ; le roman sort dans une version destinée aux enfants trois ans plus tard sous le titre Les Rois mages (auxquels il adjoint un quatrième).
En littérature jeunesse, Alain Surget a écrit beaucoup de romans historiques, dont plusieurs se déroulant en Égypte, tels que la trilogie Ménès, premier pharaon d'Egypte - Trilogie égyptienne (1999 - 2000).

## Walter Scott et une poignée de classiques du roman médiéval ou moyenâgeux (selon les romanciers et leurs acceptions)

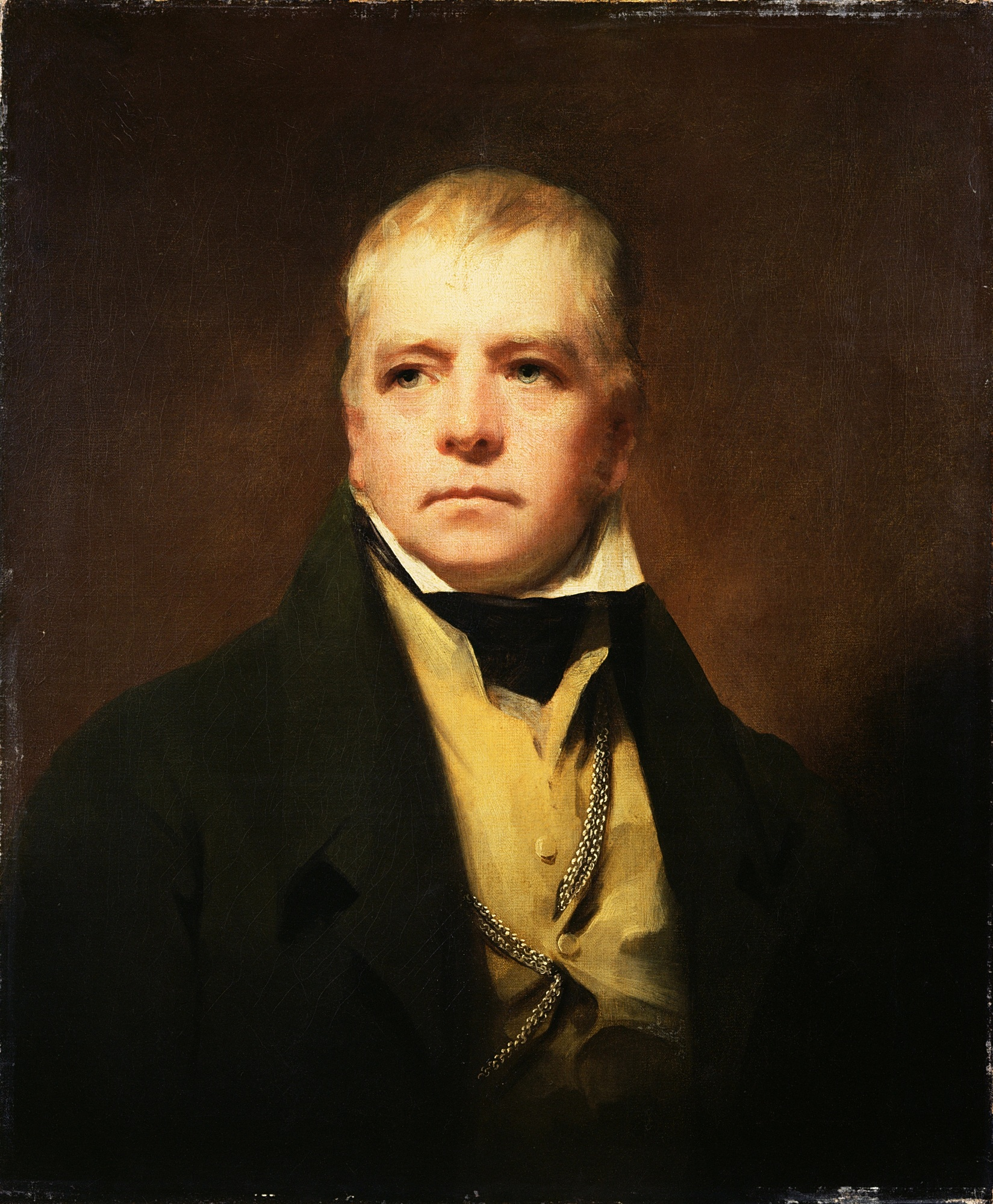
Walter Scott.
Portrait par Henry Raeburn, 1822 (National Galleries of Scotland).

L'Écossais Walter Scott devient illustre dans son pays grâce à Waverley (1814) et Rob Roy (1817) qui brodent sur les luttes des jacobites pour rétablir les Stuarts en Écosse après 1688. Lorsqu'il se lance dans le roman moyenâgeux, le triomphe de Ivanhoé (1819) et Quentin Durward (1823) lance une mode européenne. Scott devient un modèle romantique, partageant avec Ossian le charme des brumes nordiques : barde et château fort, chevalier et bandit constituent une mythologie qui survit dans l'histoire continentale et l'imaginaire populaire. Peut-on parler de roman médiéval ici alors que le vénéré auteur n'exclut pas les anachronismes. Le genre marque durablement la Grande-Bretagne puisque Robert Louis Stevenson s'illustre encore en 1888 dans La Flèche noire, roman d'aventures situées au XVe siècle pendant la guerre des Deux-Roses.

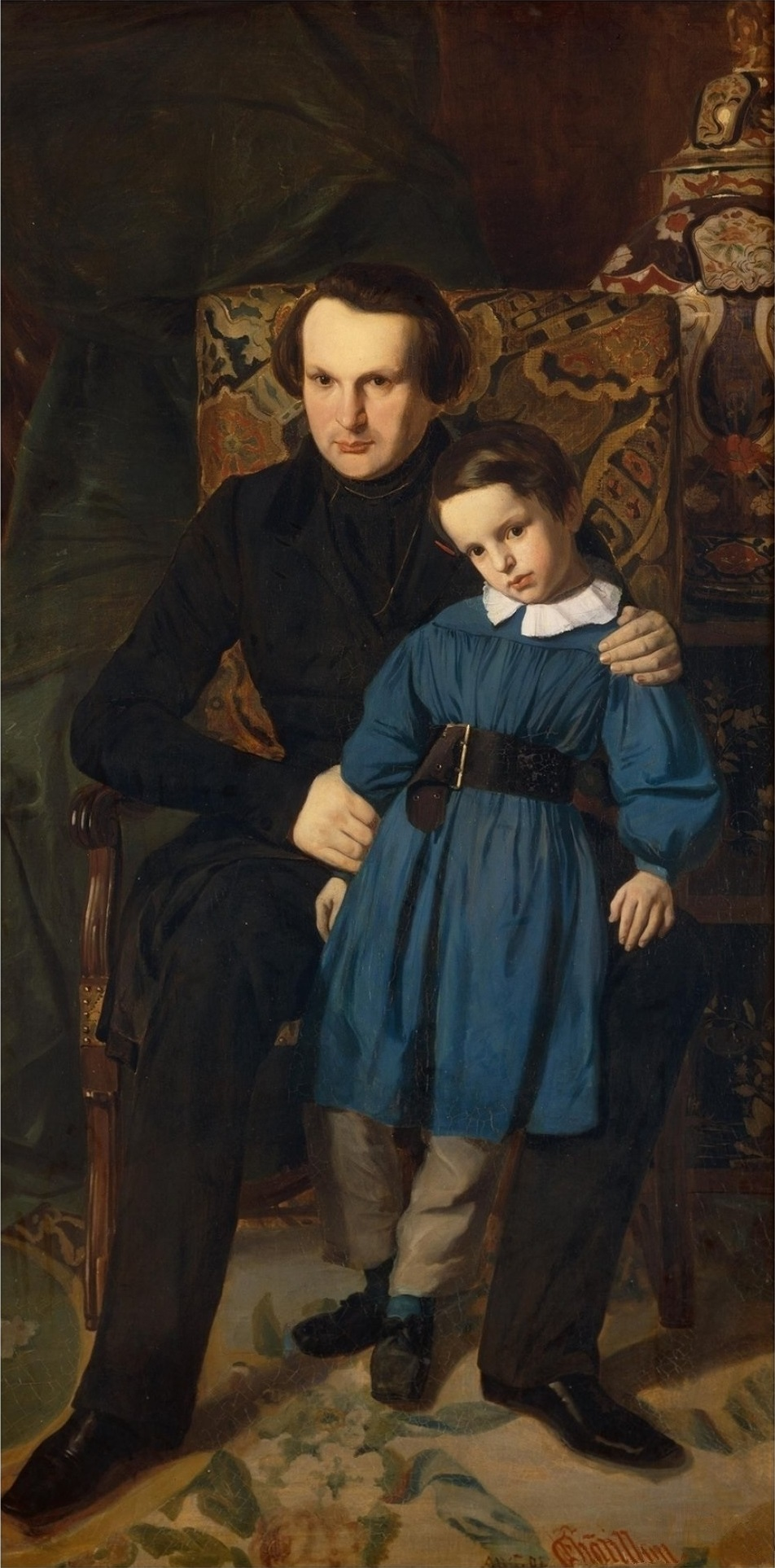
Victor Hugo et son fils portraiturés par Auguste de Châtillon, 1836 (maison de Victor Hugo).

En 1831, Victor Hugo illustre dans Notre-Dame de Paris une typologie populaire (la gitane et l'orpheline Esméralda au côté du gentil monstre costaud Quasimodo. Ce sont deux victimes, deux personnages de conte merveilleux) et la cathédrale Notre-Dame, emblème de Paris, symbolise la continuité de l'histoire. Notre-Dame de Paris ne sera certes pas le Salammbô de Flaubert (le XVe siècle parisien éveille plus de sympathie que l'antiquité carthaginoise, et le style est plus alerte). Mais le roman Les Misérables (1862), plus proche du présent de l'auteur et de son public, l'éclipsera quelque peu.
Autre figure de l'histoire littéraire, adulé en Pologne comme Hugo en France, Henryk Sienkiewicz décrit en 1900 la résistance des Polonais face aux Teutons au XVe siècle, dans Les Chevaliers teutoniques (dont le deuxième volume s’intitule Les Remparts de Cracovie). « Joyeux clichés », écrivent à leur propos Gérard Vindt et Nicole Giraud.
La Compagnie Blanche d'Arthur Conan Doyle (1891) n'est pas l'unique incursion du créateur de Sherlock Holmes dans le roman historique. Il mêle « guerre de Cent Ans et humour anglais », plus proche de Don Quichotte (dont le fantôme hante depuis longtemps le roman de chevalerie moderne) que de Bayard. L'Américain Edgar Rice Burroughs est aussi l'auteur de The Outlaw of Torn (en) (1911), qui a pour toile de fond la lutte entre le roi d'Angleterre Henri III et le barons anglais Simon V de Montfort, au XIIIe siècle. En 1930, Hermann Hesse publie une (longue) ode à la tolérance avec Narcisse et Goldmund qui décrit une relation intellectuelle et amoureuse entre deux moines.
Autre incontournable, Maurice Druon publie de 1955 à 1977 les sept volumes de sa saga Les Rois maudits qui s'attache à la fin des Capétiens et aux premiers rois Valois de France. Autre auteur somme, l'Italien Umberto Eco instille une intrigue criminelle dans une abbaye bénédictine : Le Nom de la rose (1980) remporte aussi un grand succès public et critique - et fera également l'objet d'une adaptation référence à l'écran. Les deux best sellers situent leur intrigue au XIVe siècle, époque appréhendée dans deux acceptions différentes. Eco publie aussi Baudolino en 2000, qui se déroule au XIIe siècle dans le Piémont italien. Ken Follett réitère leur exploit en 1989 en publiant Les Piliers de la Terre qui tourne autour de la construction d'une cathédrale dans l'Angleterre du XIIe siècle. Parmi les incursions des distingués historiens dans l'exercice risqué du roman, Montaillou, village occitan : De 1294 à 1324 d'Emmanuel Le Roy Ladurie (1975), qui évoque le village français de Montaillou (en Occitanie). À la même époque, Ken Follett s'intéresse à la construction d'une cathédrale dans l'Angleterre du XIIe siècle dans Les Piliers de la Terre (1989) qui remporte un triomphe. En 1998, Jacqueline Mirande sort le roman policier de jeunesse Double Meurtre à l'abbaye, qui se déroule dans une abbaye française au XIIe siècle. Les Tambours de la pluie d'Ismaïl Kadaré, publié en albanais en 1970 sous le titre Kështjella (La Citadelle) raconte le siège d’une citadelle albanaise par les Turcs au XVe siècle sous Skanderbeg. Sœur Fidelma, religieuse irlandaise et juriste du VIIe siècle, est l'héroïne de polars de Peter Tremayne. Mireille Calmel a écrit plusieurs romans historiques, dont la plupart se situent au Moyen-Âge. Elle met ainsi en scène la reine Aliénor d'Aquitaine dans Le Lit d'Aliénor (2002), ainsi que la pirate Jeanne de Belleville dans D'écume et de sang (2022).
Concernant l'Al-Andalus, Lubna de Cordoue, intellectuelle andalouse du Xe siècle, est au centre de deux romans : La estirpe de la mariposa de Magdalena Lasala (es) (1999) et Lubna, la copiste de Cordoue, d'Olivier Gaudefroy (es) (2019). Boabdil, dernier nasride de Grenade avant d'en être chassé en 1492 par les Espagnols, est l'objet de Mémoires écarlates : Moi, Boabdil, dernier sultan de Grenade d'Antonio Gala (1990). En 1974, l'écrivain français Herbert Le Porrier publie une version romancée de la vie de Maïmonide dans Le Médecin de Cordoue.
Ces prestigieux exemples privilégient l'Europe et la fin du Moyen Âge. D'autres auteurs ont adopté des points de vue différents, choisi pour cadre d'autres continents, comme le Franco-Libanais Amin Maalouf dans Samarcande (1988), biographie romancée du poète et savant Omar Khayyam au XIIe siècle. La secte des Assassins est au centre de romans comme Alamut du Slovène Vladimir Bartol (1938) et Le Vieux de la Montagne du Franco-iranien Freidoune Sahebjam (1995). L'Italienne Gabriella Magrini brode sur la vie de la fameuse Murasaki Shikibu et le Japon des Xe et XIe siècles dans La Dame de Kyoto (1985). Yasushi Inoué dédie Le Loup bleu (Le Roman de Gengis-Khan), paru en 1959, au fondateur de l'Empire mongol Gengis Khan, qui régna au XIIIe siècle. La jeunesse d'Attila, roi des Huns (peuple nomade originaire de l’Asie centrale), est narrée dans Le Fléau de Dieu (1937), du Russe Evgueni Zamiatine.
Soundiata Keïta, traditionnellement présenté par comme le fondateur de l’empire du Mali au XIIIe siècle, est mis à l'honneur dans des romans comme Soundiata Keïta, Le lion du Manden (2015) de Raphaël Chauvancy.

## De la Renaissance à la Révolution française: l'époque Moderne

### Des parrains prestigieux
Dès le début du XIXe siècle, le roman historique concernant cette période (selon un découpage forcément arbitraire) a les honneurs des plus grands. En Allemagne, Heinrich von Kleist, un des écrivains romantiques les plus importants, décrit dans Michael Kohlhaas (1810) son pays au temps de Martin Luther (XVIe siècle) - avec un maquignon pour héros. En Italie, Alessandro Manzoni situe sa grande fresque Les Fiancés (1827) - roman nourri d'un véritable travail de recherche historique débuté en 1821 - en Lombardie en 1628-1630, sous la domination des Habsbourg d'Espagne. Premier roman moderne italien, il est devenu le plus célèbre exemple de ce genre en langue italienne. En France, Cinq-Mars ou Une conjuration sous Louis XIII d'Alfred de Vigny (1826) et 1572, Chronique du temps de Charles IX de Prosper Mérimée (1829), se déroulent respectivement sous les rois de France Louis XIII et Charles IX. Ils sont également, du fait de leurs auteurs, au carrefour de la reconstitution, de l'exercice littéraire et des préoccupations contemporaines.
Arrive l'autre géant du roman historique (avec Walter Scott) : Alexandre Dumas signe une œuvre abondante qui couvre une grande partie de l'histoire de France, aidé par ses nègres tels qu'Auguste Maquet : il aborde entre autres les règnes de Charles IX et Henri III dans La Reine Margot (1845), La Dame de Monsoreau (1846), Les Quarante-Cinq (1847) ; Les Trois Mousquetaires (1844), Le Comte de Moret, Vingt Ans après (1845) et Le Vicomte de Bragelonne (1848) se partagent entre l'Angleterre de Charles Ier et la France de Louis XIII. La Tulipe noire (1850) ressuscite les Pays-Bas en 1672. Il aborde le XVIIIe siècle à travers la Régence (dans Le Chevalier d'Harmental en 1842). Pourtant seul Le Comte de Monte-Cristo (1845-1846), roman moderne, peut rivaliser avec les Trois Mousquetaires dans l'œuvre de Dumas.

### Les bretteurs
Scott et Dumas ont lancé un genre durable et populaire : le roman de cape et d'épée. Amédée Achard (apprécié par Arthur Rimbaud) avec Belle-Rose (1847), Paul Féval avec le célèbre Le Bossu (1858), dont l'intrigue se déroule en 1699 et 1717, et même le mélancolique Le Capitaine Fracasse du parnassien Théophile Gautier (1863, ou les aventures d'un aristocrate ruiné déguisé en comédien sous le règne de Louis XIII), entre autres, pérennisent une mythologie héroïque et romantique. Toujours en France, outre l'illustre Ponson du Terrail, Michel Zévaco avec la série des Pardaillan qui débute en 1907 et s'achève en 1926 (et court du règne de Henri II à celui de Louis XIII) fut admiré par Sartre.

### Les destins des peuples
Les écrivains des jeunes États-Unis d'Amérique du Nord offrent au genre deux classiques qui se rejoignent surtout par leur pessimisme : James Fenimore Cooper, l'ancien marin, et Nathaniel Hawthorne, l'ancien employé des douanes, témoignent chacun du vécu de leur jeune pays. L'un célèbre la nature dans Le Dernier des Mohicans (1826), deuxième des cinq ouvrages qui forment le cycle Histoires de Bas-de-Cuir situé pendant la guerre de Sept Ans, au milieu du XVIIIe siècle. L'autre dresse un réquisitoire sévère contre la ville puritaine de Boston au XVIIe siècle dans La Lettre écarlate (1850). John Davis publie en 1806 The First Settlers of Virginia, qui raconte l'histoire de Pocahontas et John Smith, en ajoutant beaucoup d'éléments qui relèvent de la légende.
Robert Louis Stevenson, auteur britannique, a traité différents épisodes de révoltes. À 16 ans (en 1866), il parle de l'insurrection des Pentland, soulèvement des Covenantaires dans l'Écosse du XVIIe siècle, dans son premier livre, Pentland Rising. Trois de ses romans prennent place pendant les rébellions jacobites, qui se sont déroulées dans les îles Britanniques entre 1688 et 1746 : Enlevé ! (1886) et sa suite Catriona (1893), qui évoquent en particulier le meurtre d'Appin, ainsi que Le Maître de Ballantrae (1889). La Britannique Hilary Mantel est l'autrice de la série Le Conseiller, qui se déroule sous la dynastie britannique des Tudor. Henry Rider Haggard, à contre-courant, publie en 1891 La Fille de Montézuma (en), mémoires imaginaires d'un vieux noble anglais du XVIe siècle écrites sur la demande d'Élisabeth Ire, à l'époque de l'Inquisition espagnole, qui rencontre la fille de l'empereur aztèque Moctezuma II.
Reflet d'une autre culture et visant à réveiller les consciences nationalistes, Par le fer et par le feu est le premier roman d'une trilogie écrite par le Polonais Henryk Sienkiewicz dans les années 1884-1888. Un des plus grands classiques polonais, il se déroule en Ukraine au XVIIe siècle, entre épopée et chronique. Il est suivi par Le Déluge (1886) et Messire Wołodyjowski (1888).
En Allemagne, Hermann Löns Der Wehrwolf (de) (1910) raconte la vengeance sanglante des paysans de Basse-Saxe contre les soldats en maraude de la guerre de Trente Ans.

### Humanismes
Au XXe siècle cependant, l'Europe semble privilégier la Renaissance et ses héritiers, dont peut-être les contradictions, entre échanges et conflits, entre savoir et obscurantisme, rappellent les difficultés du présent. Mais le degré d'implication politique de l'auteur dépend de son projet autant que de sa personnalité et n'influe pas sur la qualité. Entre hommage et irrévérence, plusieurs romans visitent l'histoire du continent et ses colonies. Citons Le Roman d'Henri IV de Heinrich Mann (1935-1938), le réaliste Le Tigre bleu d'Alfred Döblin (1938, sur les communautés indiennes créées par les Jésuites au Paraguay) et Plus ça change (en) (ou La Mandragore) de William Somerset Maugham (1946), comédie qui a pour héros Machiavel). L'Œuvre au noir de Marguerite Yourcenar (1968), Une rencontre en Westphalie (Das Treffen in Telgte) de Günter Grass (1981, qui imagine une rencontre entre des hommes de lettres, pour la plupart réels, venus de toute l'Allemagne en 1647, à la fin de la guerre de Trente Ans), Léon l'Africain du Franco-Libanais Amin Maalouf (1986), biographie romancée de Hassan el-Wazzan, commerçant, diplomate et écrivain arabo-andalou du XVIe siècle) œuvrent pour la conciliation. Le troisième reçoit le prix de l’amitié franco-arabe. Dans le mélancolique Capitaine Alatriste (1996) de l'Espagnol Arturo Pérez-Reverte, ce sont les guerres entre l'Espagne et les Pays-Bas (1568 – 1648) qui sont évoquées. Dans un registre plus intimiste, La Jeune Fille à la perle de Tracy Chevalier (1999) s'inspire du célèbre tableau de Vermeer peint vers 1665 pour inventer une identité à son modèle, sur fond de rivalités sociales et religieuses.
La même volonté de conciliation anime Le Juif Süss (1925) de Lion Feuchtwanger dont le héros évolue à la cour de Wurtemberg au XVIIIe siècle. Feuchtwanger est également auteur de Le Roman de Goya (1951) qui peint l'Espagne de la fin du XVIIIe et du début du XIXe, en évoquant le peintre Francisco de Goya. Plus tard, John Steinbeck choisira pour son premier roman, La coupe d'or (1929), de s'inspirer des aventures du flibustier du XVIIe siècle Henry Morgan. En Italie, de nouveaux esthètes s'intéressent au XVIIIe siècle : Leonardo Sciascia dans Le Conseil d'Égypte en 1963 (qui expose une imposture historique montée à Palerme en 1783), et Italo Calvino dans Le Baron perché - qui a lieu en 1770, a autant à voir avec le conte philosophique qu'avec le roman. Umberto Eco situe L'Île du jour d'avant (L'isola del giorno prima) paru en 1994 au XVIIe siècle en plein océan Pacifique. Kadaré et Eco : deux humanistes contemporains. En 1992, Jean-Claude Carrière publie La Controverse de Valladolid, qui s'inspire de la Controverse de Valladolid, débat politique et religieux ayant eu lieu entre 1550 et 1551, concernant les relations entre les colonisateurs espagnols en Amérique et les indigènes amérindiens. Roger Vailland s'inspirèe de la vie d'Hernán Cortés, conquistador espagnol qui, en 1521 - 1522, s'est emparé de l'Empire aztèque, pour Cortès, le conquérant de l'Eldorado (1992). Sur un sujet similaire, l'auteur colombien William Ospina est l'auteur d'une trilogie sur la conquête de l'Amazonie au XVIe siècle. Les premier et troisième opus, Ursúa (es) (2005) et La serpiente sin ojos (2012), suivent Pedro de Ursúa, conquistador au service du Royaume de Nouvelle-Grenade ; le second, Le pays de la cannelle (2008) relate une expédition vers La Canela.

### Moderne et populaire
Le roman historique qui traite des anciens régimes continue d'attirer les foules, notamment par le biais du roman dit sentimental, souvent érotique et très documenté. Ambre de Kathleen Winsor, paru avec succès en 1944 aux États-Unis et en 1946 en France, trace le portrait sans concession, sous le règne de Charles II (au XVIIe siècle), d'une aventurière, petite sœur de Moll Flanders.n. Notons aussi la saga des Angélique, marquise des anges d'Anne Golon (treize volumes de 1957 à 1985, du Poitou à Québec en passant par Versailles et le harem d'Ismaïl ben Chérif, sultan du Maroc), ou encore les séries de Juliette Benzoni (Le Gerfaut, 1976-1981, par exemple) explorent la voie d'un romantisme tour à tour fantaisiste et réaliste, cynique ou idéaliste. L'Allée du roi de Françoise Chandernagor (1981) relève de la tradition des mémoires imaginaires, choisissant pour héroïne la plus mystérieuse favorite de Louis XIV (avec Angélique) : Madame de Maintenon. Winsor, Golon, Chandernagor composent toutes des hymnes à la féminité, une féminité forte, complexe et complète, ainsi que Annie Krieger-Krynicki, auteur de Zebunissa, princesse captive à la cour du Grand Moghol (1990), cour située en Inde et contemporaine de celle de Louis XIV.
Les hommes n'abandonnent pas pour autant le roman historique de l'Ancien Régime. Ces messieurs de Saint-Malo de Bernard Simiot gagne l'année de sa publication un Prix de l'Académie française en 1983. Les Colonnes du ciel de Bernard Clavel, cinq tomes consacrés au XVIIe siècle (de la Franche-Comté au Nouveau Monde) de 1976 à 1981, est un des classiques de l'auteur. Fortune de France de Robert Merle publié de 1977 à 2003 couvre les guerres de religion de 1547 à 1661, tous portraits de classes qui s'enrichissent ou fuient la misère et l'oppression, photographies d'une époque et de lieux, hymnes à l'audace (réussite ou survie) toujours. Michel de Grèce prend la plume pour écrire les mémoires d'Aimée du Buc de Rivery, cousine de la future impératrice Joséphine, née à la Martinique à la fin du XVIIIe siècle, capturée par les pirates barbaresques à l'âge de quinze ans et offerte par le dey d'Alger au sultan de Constantinople - La Nuit du sérail (1984). William Makepeace Thackeray, publie en 1844 Mémoires de Barry Lyndon (adapté au cinéma par Stanley Kubrick en 1975 sous le titre de Barry Lyndon). Autant autobiographie fictive que roman picaresque, historique, satirique et d'aventures, il s'inspire de la vie de l'aventurier irlandais du XVIIIe siècle Andrew Robinson Stoney.
Le roman historique est aussi ancien que l'écriture puisque les hommes ont commencé par écrire leurs souvenirs : catastrophes naturelles (Noé), guerres (Troie), rois mythiques (Gilgamesh)... La réécriture du passé et sa relecture demeurent une des passions principales de l'homme. Aucune liste ne saurait résumer le roman historique. Tous les passionnés ont des auteurs et des titres à ajouter, des noms importants oubliés. Ainsi le public peut toujours découvrir du neuf ou de l'ancien. Ainsi peut-on mentionner en dernier recours les romans souvent provocateurs de Gary Jennings, qui s'attaque aux Aztèques, à Marco Polo, à un Ostrogoth hermaphrodite traversant l'Empire romain moribond (Raptor (en), traduits en français en 2011 et publié en deux volumes sous les titres de Thorn le prédateur et Théodoric le Grand, qui suscitent une critique acerbe). Jennings s'inscrit dans une spectaculaire tradition baroque, où le sexe et la violence sont soigneusement exploités, et récolte des admirateurs toujours renouvelés.
Le roman historique ne concernant pas forcément des figures de notables ou de héros, Michel Folco publie en 1991 son premier roman : Dieu et nous seuls pouvons, qui mêle sordide (l'histoire d'une famille fictive de bourreaux dans l'Aveyron, à partir du XVIIe siècle, que l'auteur poursuit dans ses livres suivants) et humour. Je suis Juan de Pareja, roman jeunesse de l'Américaine Elizabeth Borton de Treviño (en) (1965) narre l'histoire de Juan de Pareja, ancien esclave maure du XVIIe siècle devenu peintre espagnol baroque au service de Diego Vélasquez. Lorsque Alexandre Pouchkine décède en 1837, son Le nègre de Pierre le Grand est publié encore inachevé, bien qu'il l'avait écrit en 1827–1828. Bien que le héros soit fictif, il est inspiré de l'arrière-grand-père de l'écrivain, Abraham Hannibal, ancien esclave africain qui servit ensuite sous le tsar de Russie Pierre le Grand.
D'autres continents que l'Europe font aussi l'objet de romans historiques. Pour ce qui est de l'Asie, plus précisément du Japon, Eiji Yoshikawa écrit sur Miyamoto Musashi, maître bushi et calligraphe du XVIIe siècle avec Musashi (1935). Sen no Rikyū, maître de thé du XVIe siècle, est au centre du roman Le Maître de thé (1981) de Yasushi Inoue. Le premier roman de  la Saga asiatique de James Clavell, Shōgun (1975), débute en 1600 au Japon féodal, quelques mois avant la bataille de Sekigahara.

### La veine criminelle
La veine policière est très importante dans le roman historique (le contraire est également vrai) et nourrit toutes les époques et les civilisations - ou peu s'en faut (voir roman policier historique).
L'histoire regorge de figures illustres, détournables à loisir, et le roman prête à autant de détournements. Margaret Doody utilise ainsi Aristote, figure tutélaire de la pensée méditerranéenne, dans huit romans d'enquête de 1978 à 2010, et L'Évangile selon Pilate de Éric-Emmanuel Schmitt, qui transforme le célèbre préfet romain en détective, reçoit le Grand Prix des lectrices de Elle 2001. Giulio Leoni choisit pour personnage principal le grand auteur Dante dans quatre romans de 2000 à 2007. Deryn Lake met à l'honneur un apothicaire dans sa série John Rawlings et le XVIIIe siècle britannique depuis 1994. Autre exemple : Beau Brummel est le protagoniste de deux romans de Rosemary Stevens, La Mort sur un plateau d'argent et La Tabatière empoisonnée, en 2005 et 2006. L'ère moderne inspire autant les écrivains : ainsi Stephanie Barron prend-elle pour enquêtrice la romancière Jane Austen dans une série d'aventures. Caleb Carr, en 1995, frappe un grand coup lorsque sort son roman L'Aliéniste, dans lequel le jeune Theodore Roosevelt utilise toutes les ressources de la jeune science policière.
Le rayon des héros que l'histoire officielle ignore est aussi riche : la saga de Cadfael, moine bénédictin gallois et ancien croisé, mais aussi médecin et redoutable limier, comprend vingt romans et trois nouvelles écrits par la Britannique Ellis Peters (Edith Pargeter) à partir des années 1970. Danila Comastri Montanari publie les enquêtes du sénateur Publius Aurelius Statius, qui se déroulent au Ier siècle, et Cristina Rodríguez celles du prétorien Kaeso (Les Mystères de Pompéi) depuis 2008. Sharan Newman , dans sa série éponyme Catherine Le Vendeur (1993 – 2004), situe son héroïne, la novice, dans la France du Moyen Âge.
Bien sûr, les héros inventés de toutes pièces ont toujours la possibilité de rencontrer les grands personnages de l'histoire (Nicolas Le Floch, créé par Jean-François Parot, est souvent admis auprès du roi), voire d'influer sur celle-ci (Le Complot Tibère de Pierre-Edouard Besse paru en 2007).

## L'époque contemporaine

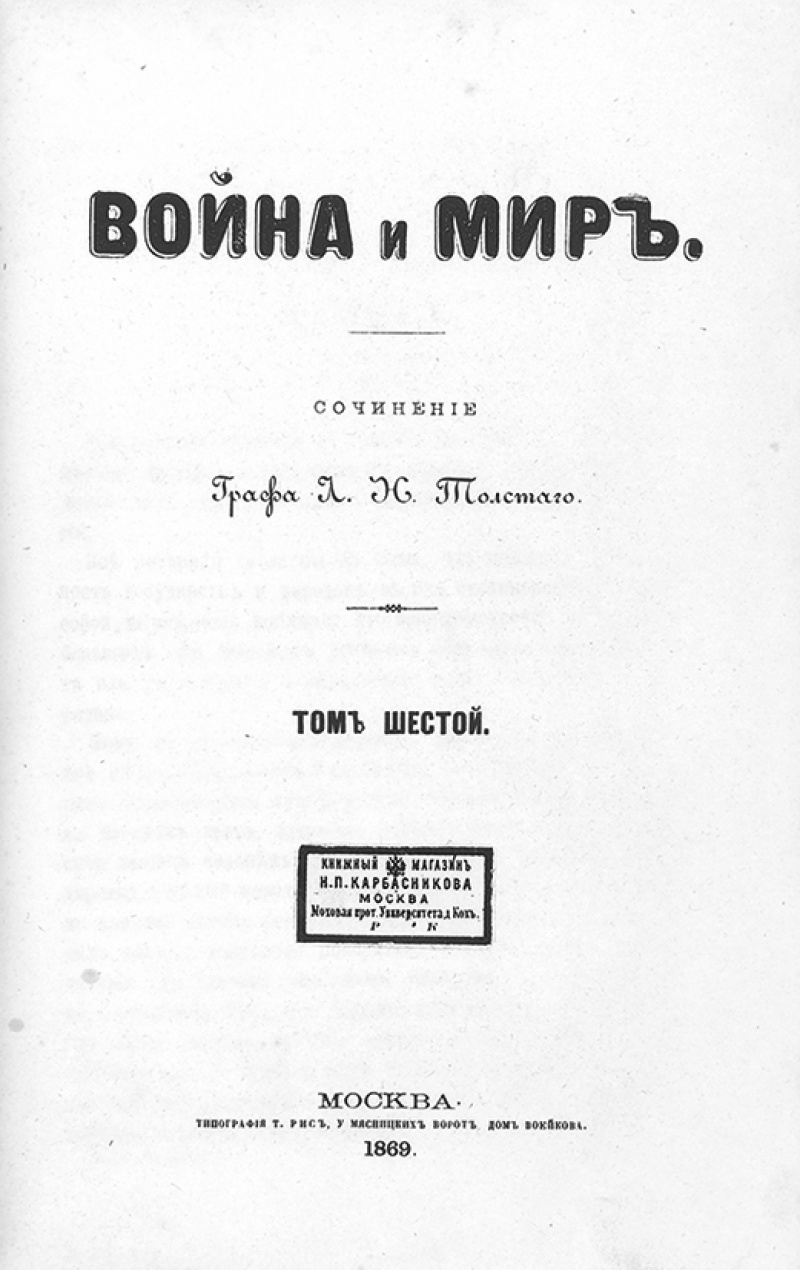
La couverture de Guerre et Paix de Léon Tolstoï.

### De la Révolution française à Napoléon
Partout en Europe, la Révolution française (référence de toutes les résistances et les révolutions, de tous les excès aussi) et Napoléon (autre révolution, pour le meilleur et pour le pire) inspirent les grands auteurs qui analysent leur siècle agité à la lumière de ces deux bouleversements. Alexandre Dumas a écrit la série Mémoires d'un médecin, à cheval sur la fin de l'Ancien Régime et la Révolution française : Joseph Balsamo (1846), Le Collier de la reine (1849), Ange Pitou (1851), La Comtesse de Charny (1853) et Le Chevalier de Maison-Rouge (1845-1846, sur la Terreur). Il poursuit avec sa trilogie des Sainte-Hermine Les Blancs et les Bleus (1867, inspiré de Charles Nodier, sur la guerre civile), Les Compagnons de Jéhu (1856) qui traite de la Terreur blanche et Le Chevalier de Sainte-Hermine (1869), qui prend place au cours de l'ascension du Premier Empire français. Enfin, La San-Felice (1863) se déroule en Italie à l'époque de Bonaparte.
Scaramouche (1921) de l'Italo-Anglais Rafael Sabatini, dont l'argument est proche du Capitaine Fracasse, est librement inspiré de la vie de Tiberio Fiorilli, mais l’action en est déplacée sous la Révolution. Celle-ci avait auparavant inspiré Balzac pour Les Chouans en 1829 ; l'écrivain est féru de roman historique puisque, dans les Illusions perdues, son personnage Rubempré a écrit un roman intitulé L'Archer de Charles IX. En 1835 et 1839, c'est un roman historique, Mademoiselle de Maupin pour l'un, La Chartreuse de Parme pour l'autre, qui apporte la célébrité à Gautier et Stendhal. Les deux auteurs très différents (mais deux virtuoses du style) ont des approches opposées : Gautier mêle Shakespeare, le libertinage et la guerre dans un univers presque païen tandis que Stendhal porte sur un passé moins ancien un regard sombre et amer. Charles Dickens dans Le Conte de deux cités (1859) décrit Paris et Londres en 1793. Citons aussi Quatrevingt-treize (1874) justement, de Victor Hugo. Le changement de siècle n'interrompt pas cette fascination puisque paraît en 1912 Les dieux ont soif, un des derniers romans d'Anatole France, dont l'intrigue se situe sous la Terreur - période qui a particulièrement marqué l'imaginaire des romanciers. La Britannique Hilary Mantel a écrit Révolution (en) (1992), publiée en France en deux tomes : L'Idéal et Les Désordres. En France, il y a la série érotico-comique de Caroline chérie, signée par Cecil Saint-Laurent de 1947 à 1951, qui se déroule sous la Révolution. Le Mouron rouge (The Scarlet Pimpernel) dont la saga comprend neuf romans d'espionnage écrits par la baronne britannique Orczy publiés à partir de 1903 invente une société secrète, fondée en 1792 pour venir en aide aux victimes de la Terreur.
Ce courant est aussi varié que ses chantres occasionnels ou répétés, de Guerre et Paix de Léon Tolstoï (1869, sur les campagnes napoléoniennes de 1805 et de 1812) jusqu'au cycle napoléonien d'Arthur Conan Doyle - en 1892 La Grande Ombre (en), en 1896 Les Exploits du brigadier Gérard inspiré de la vie d'un général d'Empire, en 1897 L'Oncle Bernac / Un drame sous Napoléon 1er, en 1903 Les Aventures du brigadier Gérard. Des écrivains mettent aussi à l'honneur personnes plus ou moins connues du Premier Empire français. Gabriel Milési parle dans La Vénitienne de Bonaparte (2013) d'Isabella Teotochi Albrizzi, auteure italienne, amatrice d'art, qui tenait un célèbre salon littéraire à Venise, amie de Dominique Vivant Denon, premier directeur du Musée du Louvre.
Le romancier britannique Patrick O'Brian est l'auteur d'une série de romans maritimes d'un total de 21 tomes, Les Aubreyades (ou Aubrey-Maturin), publiées entre 1969 et 2004. Elles suivent les aventures de Jack Aubrey, marin de carrière dans la Royal Navy (marine de guerre anglaise), en particulier durant les guerres napoléoniennes. Son compatriote Douglas Reeman (sous le pseudonyme Alexander Kent) publie une série similaire The Bolitho novels (en), suivant la carrière de deux militaires dans la Royal Navy, depuis l'époque de la révolution américaine jusqu'à l'ère napoléonienne.

### De la fin du Premier Empire à la Première Guerre mondiale
En France, la Restauration succède au Premier Empire de Napoléon. Cette période est racontée dans le roman social Jacquou le Croquant, publié par Eugène Le Roy en 1897. C'est à la même époque qu'Emmanuel Cruvelier situe l'action de son roman la dernière Demoiselle de Rennes, qui met en scène le personnage, réel, Elisabeth d'Hautpoul-Rennes, liée au mystère de Rennes-le-Château, ainsi que de nombreux membres historiques de la famille Hautpoul, et de la famille royale de France. La disgrâce, récit historique du même auteur, se situe au lendemain du drame de Mayerling, en janvier 1889, et met en scène, de façon romancée, la famille impériale d'Autriche-Hongrie. 
Jean-Louis Milesi dans Au loin, quelques chevaux, deux plumes... (2023) détaille les combats entre les Sioux et les Blancs aux États-Unis, à la fin du XIXe siècle. Dans le même pays, Le Diable dans la ville blanche d'Erik Larson (2003) se déroule à Chicago, pendant l’exposition universelle de 1893, où sévit le tueur en série H. H. Holmes. Jacques Laurent, dans La Vie extraordinaire de Lola Montes (1972), raconte de manière romancée la vie de Lola Montez. Cette danseuse exotique « espagnole » d'origine irlandaise est célèbre pour avoir été la maîtresse du roi Louis Ier de Bavière.
Jean Teulé écrit plusieurs romans qui se déroule lors de cette période, dans différentes régions de France. Fleur de tonnerre (2013) se focalise sur Hélène Jégado, empoisonneuse accusée d'avoir attenté à la vie d'une trentaine de personnes en Bretagne en 1833. Quant à Mangez-le si vous voulez (2009), il s'intéresse au drame de Hautefaye, qui eut lieu dans le contexte de la guerre de 1870, lors d'une foire dans le village périgourdin de Hautefaye. Alain de Monéys, un jeune notable des environs, a été frappé puis supplicié et enfin brûlé vif par la foule.

### Les Guerres mondiales
Un long dimanche de fiançailles de Sébastien Japrisot (1991) se déroule pendant la Première Guerre mondiale, dans les tranchées de la Somme. Cinq soldats français sont condamnés à mort pour s’être auto-mutilés pour échapper à leur devoir. Ils sont ainsi abandonnés à leur sort dans le no man's land qui sépare les tranchées françaises et allemandes. L'après-guerre est traité dans Au revoir là-haut, de Pierre Lemaitre (2013). Il met en scène deux anciens Poilus, confrontés à l'incapacité de la société française de leur ménager une place. Pour se venger, ils montent une escroquerie se basant sur une valeur tendance de l'époque, le patriotisme. Ils vendent ainsi aux municipalités des monuments aux morts fictifs.
Le journaliste irlando-américain Cornelius Ryan publie en 1959 Le Jour le plus long, racontant le débarquement de Normandie. En 1973, Joseph Joffo, aidé par Patrick Cauvin, publie le récit autobiographique Un sac de billes, racontant l'histoire de deux jeunes frères juifs doivent fuir à travers la France occupée par l'armée allemande pendant la Seconde Guerre mondiale. Jean Mabire dans Les paras perdus (1987) raconte l'histoire de parachutistes de la division All Americans, largués au dessus des marais du Cotentin, quelques heures avant le débarquement.

### Après les Guerres mondiales
Les Funérailles de la Sardine de Pierre Combescot (1986) voyage à travers l'histoire de l'Italie, du Bas-Empire romain jusqu'aux Brigades rouges.

### Amérique du Sud
Gabriel García Márquez en 1989 conte les derniers jours du général et homme d'État vénézuélien Simón Bolívar (mort en 1830) dans Le Général dans son labyrinthe.

### Asie
L'Inde sert de cadre à des romans de Catherine Clément. Pour l'amour de l'Inde (1993) raconte la relation extraconjugale entre Edwina Ashley, dernière vice-reine des Indes britanniques, et Jawaharlal Nehru, Premier ministre de l'Inde. La Reine des cipayes (2012) met en scène Lakshmî Bâî (née Manikarnika Tambe), héroïne de la révolte des cipayes, soulèvement populaire qui a lieu en Inde en 1857 contre la Compagnie anglaise des Indes orientales.
La plupart des romans de la Saga asiatique de James Clavell se déroulent à l'époque contemporaine. Taï-Pan (1966) commence en 1841 après la première guerre de l'opium, après laquelle les Britanniques contrôlent Hong Kong, en Chine. Gai-Jin (1993) prend place en 1862 dans la concession occidentale de Yokohama, au Japon. Un caïd (1962) se déroule pendant la Seconde Guerre mondiale dans les territoires occupés par l'empire du Japon à Singapour. La noble maison (en) (1981) met en scène de nouveau Hong-Kong, en 1963. Ouragan (en) (1986), enfin, prend place en Iran, en 1979, année de la chute de la monarchie iranienne.

### Afrique
Chaka, fondateur du royaume zoulou en 1816, est évoqué dans plusieurs romans, tels que Chaka (1925) du Lésothien Thomas Mofolo, qui choisit le mode de l'épopée. Tout s'effondre (1958), du Nigerian Chinua Achebe, raconte la vie précoloniale dans le Nigeria et l'arrivée des Britanniques à la fin du XIXe siècle. Ce roman est considéré comme l'archétype du roman africain moderne en anglais. L'auteur écrivit également deux suites, Le Malaise (1960) et Flèche de dieu (1964).

## Le roman historique dans les littératures du monde

### Les auteurs asiatiques
Très populaire en Europe la forme littéraire du roman historique l'est également en Asie. Avec des ouvrages remontant au XIVe siècle comme Les Trois Royaumes écrit par Luo Guanzhong, qui relate la fin de la dynastie Han et l'unification de la Chine, et d'autres plus récents comme La Pierre et le Sabre de Yoshikawa Eiji (1935) où l'on découvre la vie de Miyamoto Musashi dans un Japon en pleine transformation des débuts de l'époque d'Edo,  ou encore Inoue Yasushi qui nous propose des œuvres comme Le Loup bleu (1990), une biographie de Gengis Khan ou Le Maître de thé 1981) qui se déroule au Japon au tournant du XIVe siècle pour ne citer qu'eux.

### Ouvrages
- Claudie Bernard, Le passé recomposé : le roman historique français du XIXe siècle, Paris, Hachette supérieur, coll. « Hachette université. Recherches littéraires », 1996, 320 p. (ISBN 2-01-144975-8, présentation en ligne), [présentation en ligne].
- Isabelle Durand-Le Guern (préf. Gwenhaël Ponnau), Le Moyen Âge des romantiques, Rennes, Presses universitaires de Rennes, coll. « Interférences », 2001, 314 p. (ISBN 2-86847-559-0, présentation en ligne, lire en ligne), « Moyen Âge et roman historique », p. 105-138.
- Isabelle Durand-Le Guern, Le Roman historique, Paris, Armand Colin, coll. « 128. Série lettres », 2008, 127 p. (ISBN 978-2-200-34715-4, présentation en ligne).
- Gérard Gengembre, Le Roman historique, Paris, Klincksieck, coll. « 50 questions » (no 27), 2005, 159 p. (ISBN 2-252-03558-7).
- Brigitte Krulic, Fascination du roman historique : intrigues, héros et femmes fatales, Paris, Autrement, coll. « Passions complices », 2007, 243 p. (ISBN 978-2-7467-0984-3).
- Georg Lukács (trad. de l'allemand par Robert Sailley, préf. Claude-Edmonde Magny), Le Roman historique [« Der historische Roman »], Paris, Payot & Rivages, coll. « Petite bibliothèque Payot » (no 388), 2000 (1re éd. 1965, Payot), 410 p. (ISBN 2-228-89344-7, présentation en ligne).
- Louis Maigron, Le Roman historique à l’époque romantique : essai sur l'influence de Walter Scott, Paris, Hachette, 1898, XVI-443 p. Réédition : Louis Maigron, Le Roman historique à l’époque romantique : essai sur l'influence de Walter Scott, Paris, Librairie ancienne Honoré Champion, 1912, VII-247 p. (lire en ligne).
- Dominique Peyrache-Leborgne (dir.) et Daniel Couégnas (dir.), Le Roman historique : récit et histoire, Nantes, Pleins Feux, coll. « Horizons comparatistes », 2000, 358 p. (ISBN 2-912567-30-0).
- Dominique Peyrache-Leborgne (dir.) et André Peyronie (dir.), Le Romanesque et l'historique : marge et écriture, Nantes, Éditions Cécile Defaut, coll. « Horizons comparatistes », 2010, 445 p. (ISBN 978-2-35018-024-3, présentation en ligne).
- Gianfranco Rubino (dir.) et Dominique Viart (dir.), Le roman français contemporain face à l'histoire : thèmes et formes, Macerata, Quodlibet, coll. « Quodlibet studio. Lettere. Ultracontemporanea », 2014, 528 p. (ISBN 978-88-7462-690-8, lire en ligne).
- Gérard Vindt et Nicole Giraud, Les grands romans historiques : l'histoire à travers les romans, Paris, Bordas, coll. « Les compacts » (no 27), 1991, 256 p. (ISBN 2-04-019552-1).

### Articles
- Gérard Gengembre, « Le roman historique : mensonge historique ou vérité romanesque ? », Études, no 413,‎ octobre 2010, p. 367-377 (lire en ligne).
- Gérard Gengembre, « Histoire et roman aujourd'hui : affinités et tentations », Le Débat, Paris, Gallimard, no 165 « L'histoire saisie par la fiction »,‎ mai-juin 2011, p. 122-135 (ISBN 978-2-07013-414-4, DOI 10.3917/deba.165.0122, présentation en ligne).
- Marie-José Hanai, « Une frontière épistémologique : roman historique ou livre d'histoire ? », América. Cahiers du CRICCAL, Paris, Presses de la Sorbonne Nouvelle, no 13 « Les frontières culturelles en Amérique latine »,‎ 1993, p. 213-226 (lire en ligne).
- Isabelle Hautbout, « Une légitimation critique du roman historique : l'exemple de Cinq-Mars », Romantisme, Paris, Armand Colin, no 152,‎ 2011, p. 131-142 (ISBN 978-2-20092-734-9, ISSN 0048-8593, DOI 10.3917/rom.152.0131, lire en ligne).
- Isabelle Hautbout, « Émergence du document dans le roman historique », Revue d'histoire littéraire de la France, Paris, Presses universitaires de France, no 4 (116e année),‎ décembre 2016, p. 817-828 (ISBN 978-2-13073-419-2, ISSN 0035-2411, DOI 10.3917/rhlf.164.0817).
- Amadeo López, « Histoire et roman historique », América. Cahiers du CRICCAL, Paris, Presses de la Sorbonne Nouvelle, no 14 « Histoire et imaginaire dans le roman latino-américain contemporain »,‎ 1994, p. 41-61 (lire en ligne).